# گمینا روژان
گمینا روژان (به لهستانی:  Gmina Różan) یک گمینا در لهستان است که در شهرستان ماکوف واقع شده‌است. گمینا روژان ۸۴٫۱ کیلومتر مربع مساحت و ۴٬۵۱۰ نفر جمعیت دارد.